# Vratislav Rybka
Vratislav Rybka (15. srpna 1940 Hradec Králové – 26. června 2024) byl český lékař a významný ortoped, autor první české umělé náhrady kolenního kloubu, který se zabýval revmatologií a ortopedií na Ortopedické klinice 1. LF UK a ve Fakultní nemocnici Motol v Praze.

## Biografie
Vratislav Rybka se narodil 15. srpna 1940 v Hradci Králové. Po maturitě vystudoval medicínu na Fakultě všeobecného lékařství Univerzity Karlovy (FVL UK, později 1. LF UK) v Praze, kde v roce 1963 promoval. Po promoci pracoval na chirurgickém oddělení liberecké nemocnice, kde získal skvělou chirurgickou průpravu. Rok 1968 strávil na moři jako lékař na lodi Vítkovice, kde získal výbornou jazykovou průpravu. Od roku 1969 pracoval jako sekundář na I. ortopedické klinice FVL UK. Po složení atestace z chirurgie získal druhou atetstaci z ortopedie. Od roku 1980 do roku 1990 působil jako přednosta I. ortopedické kliniky a vedoucí katedry ortopedie FVL UK. V roce 1980 získal doktorát věd a roku 1983 byl jmenován profesorem.
Profesor Rybka založil v roce 1974 systematickou revmatochirurgickou péči a stál u zrodu oboru revmatochirurgie v Československu. Patřil také k průkopníkům umělých kloubů v Československu. Ve spolupráci s firmou Walter Motorlet vyvinuli společně s docentem Pavlem Vavříkem první českou náhradu kolenního kloubu, kterou začal implantovat pacientům v roce 1983. Tato kloubní náhrada se vyznačuje výjimečnou životností a příznivými výsledky v klinickém hodnocení i po 25 letech po implantaci. V roce 1986 vedl profesor Rybka jednání o vývoji a výrobě silikonových náhrad drobných ručních kloubů u nemocných s revmatickou chorobou. Po úspěšném klinickém zkoušení se tyto náhrady používají na I. ortopedické klinice LF UK od roku 1986.
Vratislav Rybka je autorem více než 300 odborných přednášek na domácích kongresech a konferencích a na mezinárodních kongresech přednesl 94 odborných přednášek. Podílel se také na tvorbě odborných textů, v roce 1993 byl například spoluautorem knihy Aloplastika kolenního kloubu, v níž s kolegou Pavlem Vavříkem popisují své zkušenosti s implantacemi náhrad kolenního kloubu.
V 2016 obdržel z rukou předsedy Senátu Parlamentu České repbliky stříbrnou pamětní medaili, která je od roku 2007 udělována významným osobnostem z řad vědců, umělců, sportovců a dalších veřejných činitelů.